# Faktorsatsen
Faktorsatsen är en sats inom algebran som beskriver att ett polynom kan faktoriseras med hjälp av dess nollställen.
Satsen är tillsammans med nollproduktmetoden mycket användbar för att lösa polynomekvationer av högre grad.

## Faktorsatsen
Satsen kan formuleras

{\displaystyle (x-k)} är en faktor till polynomet {\displaystyle p(x)} om och endast om det komplexa talet {\displaystyle k} är ett nollställe till {\displaystyle p(x)}.

Det innebär att om ett nollställe {\displaystyle k} till ett polynom {\displaystyle p(x)} är känt kan man bryta ut en faktor {\displaystyle (x-k)} ur {\displaystyle p(x)}.
Notera att ekvivalensen ("om och endast om") mellan påståendena innebär att även det omvända gäller, d.v.s. att {\displaystyle k} är ett nollställe till {\displaystyle p(x)} om och endast om {\displaystyle (x-k)} är en faktor till {\displaystyle p(x)}.

### Exempel
Vi har polynomet
{\displaystyle p(x)=x^{2}+4x-21}
och vi vet att {\displaystyle p(-7)=0}.
Eftersom {\displaystyle -7} är ett nollställe ger faktorsatsen att {\displaystyle (x-(-7))=(x+7)} måste vara en faktor till {\displaystyle p(x)}. Detta kan visas genom att använda polynomdivision:
{\displaystyle p(x)=(x+7)\cdot \underbrace {\frac {x^{2}+4x-21}{x+7}} _{polynomdivision}=(x+7)(x-3)}
Det stämmer alltså att {\displaystyle (x+7)} är en faktor till {\displaystyle p(x)}. Med hjälp av den ovannämnda ekvivalensen kan vi även se att {\displaystyle 3} måste vara ett nollställe till {\displaystyle p(x)} eftersom {\displaystyle (x-3)} är en faktor till {\displaystyle p(x)}.

## Bevis
För att bevisa faktorsatsen räcker det med att visa att
{\displaystyle p(k)=0\Leftrightarrow p(x)=(x-k)q(x)}
för något polynom {\displaystyle q(x)}.
Detta kommer vi att göra i två delar för att tillgodose ekvivalensen mellan påståendena.
1. {\displaystyle p(k)=0\Rightarrow p(x)=(x-k)q(x)} (Ett nollställe {\displaystyle k} medför att {\displaystyle (x-k)} är en faktor)
2. {\displaystyle p(x)=(x-k)q(x)\Rightarrow p(k)=0} (Att {\displaystyle (x-k)} är en faktor medför att {\displaystyle k} är ett nollställe)

### Del 1: Nollställe medför faktor
Med hjälp av polynomdivision kan {\displaystyle p(x)} skrivas
{\displaystyle p(x)=(x-k)q(x)+r(x)}
där {\displaystyle q(x)} och {\displaystyle r(x)} är kvoten respektive resten av {\displaystyle p(x)} efter division med {\displaystyle (x-k)}.
Efter tillräckligt många iterationer av polynomdivision är alltid graden av resten mindre än graden av polynomet man delar med. Eftersom {\displaystyle (x-k)} är av grad 1 betyder det att {\displaystyle r(x)} måste vara av grad 0, alltså en konstant. Det betyder att vi kan skriva {\displaystyle r(x)} som en konstant {\displaystyle C}. Det ger:
{\displaystyle p(x)=(x-k)q(x)+C}
Sätter vi nu in {\displaystyle k} får vi:
{\displaystyle p(k)=(k-k)q(x)+C=0\cdot q(x)+C=C}
{\displaystyle p(k)} är alltså lika med {\displaystyle C}. Eftersom vi också vet att {\displaystyle k} är ett nollställe till {\displaystyle p(x)} måste alltså {\displaystyle C=0}, vilket ger att {\displaystyle p(x)} är
{\displaystyle p(x)=(x-k)q(x)}
V.S.B.

### Del 2: Faktor medför nollställe
Då
{\displaystyle p(x)=(x-k)q(x)}
blir
{\displaystyle p(k)=(k-k)q(x)=0\cdot q(x)=0}
alltså är
{\displaystyle p(k)=0}
V.S.B.